# Lü Junchang
Lü Junchang (chiń. 吕君昌; ur. 1965, zm. 9 października 2018) – chiński paleontolog specjalizujący się w badaniu mezozoicznych gadów oraz stratygrafii.
Miał stopień doktora. Pracował w Instytucie Paleontologii Kręgowców i Paleoantropologii w Pekinie. Zajmował się głównie pterozaurami i ich filogenezą. Opisał kilka ich gatunków, m.in. Ningchengopterus liuae i Changchengopterus pani. Badał również dinozaury – był jednym z autorów naukowego opisu olbrzymiego zauropoda z rodzaju Ruyangosaurus.